# 121019 Minodamato
121019 Minodamato este un asteroid din centura principală de asteroizi.

## Descriere
121019 Minodamato este un asteroid din centura principală de asteroizi. A fost descoperit pe 20 ianuarie 1999 la Campo Catino de Franco Mallia și Mario Di Sora. Asteroidul prezintă o orbită caracterizată de o semiaxă mare de 2,30 ua, o excentricitate de 0,14 și o înclinație de 4,0° în raport cu ecliptica.